# Francisco Beltrão
Francisco Beltrão är en stad och kommun i södra Brasilien och är belägen i delstaten Paraná. Centralorten hade år 2010 cirka 67 000 invånare. I hela kommunen fanns det år 2014 cirka 85 000 invånare. Viktiga näringar i staden är bland annat jordbruk, köttproduktion och textilindustri.

## Administrativ indelning
Kommunen var år 2010 indelad i fem distrikt:
- Francisco Beltrão
- Jacutinga
- Nova Concórdia
- São Pio X
- Secção Jacaré